# Acanthomytilus yunnanensis
Acanthomytilus yunnanensis är en insektsart som beskrevs av Young och Hu 1980. Acanthomytilus yunnanensis ingår i släktet Acanthomytilus och familjen pansarsköldlöss. Inga underarter finns listade i Catalogue of Life.